# Dmitrij Sytjov
Dmitrij Jevgenjevitj Sytjov (ryska: Дмитрий Евгеньевич Сычёв), född 26 oktober 1983, är en rysk fotbollsspelare. 
Sytjov har tillbringat större delen av sin karriär i ryska Lokomotiv Moskva, men även spelat för bland annat franska Marseille. Han har varit med i Rysslands trupp vid fotbolls-VM 2002, EM 2004 och EM 2008. Sytjov blev även under 2004 utsedd till årets fotbollsspelare i Ryssland.